# Риезе-Пио-X
Рие́зе-Пи́о-X или Рие́зе-Пи́о-Де́чимо (итал. Riese Pio X) — коммуна в Италии, располагается в провинции Тревизо области Венеция. Место рождения папы Пия X, в честь которого в 1952 году к названию Riese было добавлено Pio X.
Население составляет 9631 человек, плотность населения составляет 321 чел./км². Занимает площадь 30 км². Почтовый индекс — 31039. Телефонный код — 0423.
Покровителем населённого пункта считается святой Матфей, день которого ежегодно празднуется 21 сентября.